# 瓦姆里
36°14′N 2°34′E / 36.233°N 2.567°E

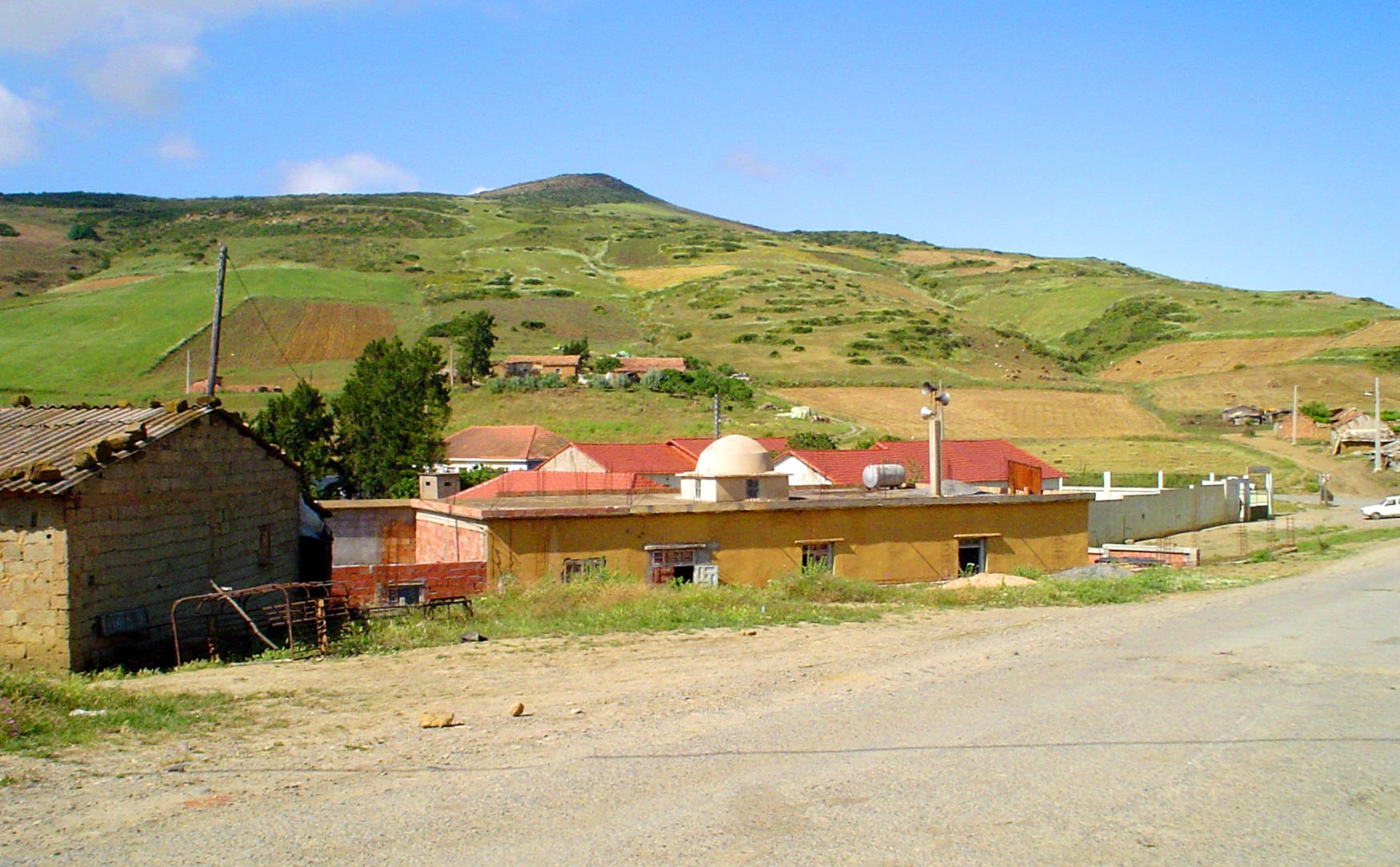

瓦姆里（阿拉伯语：‎），是阿爾及利亞的城鎮，位於該國北部，由麥迪亞省負責管轄，是瓦姆里區的首府，面積88平方公里，海拔高度740米，2008年人口18,000，人口密度每平方公里205人。